# Welcome to the Wrecking Ball!
Albums de Grace Slick
Dreams
(1980) Software
(1984)
Singles
1. Sea of Love
Sortie : 1981
2. Mistreater
Sortie : 1981

Welcome to the Wrecking Ball! est le troisième album studio de Grace Slick, sorti le 28 janvier 1981.
Cet album a été enregistré avant que Slick ne reprenne sa place au sein du Jefferson Starship.
Les paroles du premier morceau font référence à l'aversion de la chanteuse envers les journalistes et les critiques.

## Liste des titres
| 1. | Wrecking Ball    | Grace Slick, Scott Zito | 3:50 |
| 2. | Mistreater       | S. Zito                 | 3:26 |
| 3. | Shot in the Dark | S. Zito                 | 3:20 |
| 4. | Round & Round    | S. Zito                 | 3:40 |
| 5. | Shooting Star    | S. Zito                 | 5:22 |

| 1. | Just a Little Love | S. Zito           | 4:23 |
| 2. | Sea of Love        | S. Zito           | 4:06 |
| 3. | Lines              | G. Slick, S. Zito | 3:21 |
| 4. | Right Kind         | G. Slick, S. Zito | 3:10 |
| 5. | No More Heroes     | G. Slick, S. Zito | 3:54 |

## Personnel
- Grace Slick – chant
- Scott Zito – guitare solo, chœurs, harmonica
- Danny Gulino – guitare rythmique
- Phil Stone – basse
- Bobby Torello – batterie
- Paul Harris – claviers
- Joe Lala – percussions